# Saurauia villosa
Saurauia villosa är en tvåhjärtbladig växtart som beskrevs av Dc. Saurauia villosa ingår i släktet Saurauia och familjen Actinidiaceae. Inga underarter finns listade i Catalogue of Life.